# Classic Fighters
Classic Fighters (укр. «Класичні винищувачі») — авіашоу, яке проходить раз на два роки на аеродромі Омака у Бленімі, Нова Зеландія, у вихідні дні Великодня непарних років (у парні роки відбувається шоу Warbirds over Wanaka у Ванаці). Шоу проводиться з 2001 року  і кожен раз має різну тематику. Літаки демонструються як частина театралізованого видовища, де відтворюються сцени битв та на землі та в повітрі. Акцент робиться на літаки Першої світової війни (включаючи сім трипланів Fokker Dr.I Королівської пруської ескадрильї Jagdstaffel 11 1918 року на чолі з червоним трипланом Манфреда фон Ріхтгофена), а також оригінальну артилерію Krupp і танки Першої світової війни.
Унікальним видовищем на шоу 2011 року став запуск копії ракети Фау-2 у натуральну величину.
На авіашоу 2013 року було запущено і знищено копію ракетного літака Bachem Ba 349.
В числі інших на шоу представлені такі літаки:
Перша світова війна
- Airco DH.5[en]
- Albatros D.Va
- Avro 504k
- Fokker D.VII
- Fokker Dr.I[en]
- Halberstadt D.III[en]
- Pfalz D.III[en]
- Nieuport 11
- Royal Aircraft Factory B.E.2[en]
- Sopwith Pup[en]
- Sopwith Camel[en]

Друга світова війна
- Avro Anson
- Messerschmitt Bf 108
- P-40 Kittyhawk
- P-51 Mustang
- F4U Corsair
- C-47 Skytrain
- Supermarine Spitfire
- Focke Wulf 190 (репліка)
- Яковлев Як-3

У 2021 році через пандемію COVID-19 10 березня 2021 року шоу було перенесено з 2–4 квітня на 3–5 вересня.